# Federico del Barrio
Federico del Barrio Jiménez (26 de mayo de 1957), que ha firmado sus trabajos como Federico del Barrio y Silvestre, es un historietista e ilustrador español. 

## Biografía
Inició su carrera a principios de los 80s en revistas como Totem, Bumerang, Rambla y Cimoc, publicando en esta última la serie Tierra S. A. (1982), con guion de F. Pérez Navarro.
El reconocimiento le llegará a raíz de su labor en la revista Madriz, por lo que la teórica Francisca Lladó, en su clasificación de dibujantes y guionistas del denominado boom del cómic adulto en España, lo adscribe a la escuela de Madriz junto a Jorge Arranz, Ana Juan o Raul. También publica en Medios Revueltos y El Ojo Clínico. 
Con el guionista Felipe Hernández Cava, realiza la tetralogía Las memorias de Amorós, compuesta por Firmado: Mister Foo, Luz de un siglo muerto, Las alas calmas y Ars Profética, así como La Conjura, segunda parte de una trilogía sobre Lope de Aguirre y El Artefacto Perverso (Planeta, 1996). Todo esto mientras realiza trabajos de ilustración para diferentes medios.
En 1999 comienza a firmar sus trabajos como Silvestre.

## Obras
La Orilla (Sombras, 1985). Recopila historietas publicadas hasta la fecha con guion de Elisa Gálvez.
Las memorias de Amorós: Firmado, Mister Foo (Medios Revueltos, 1988) guion de Felipe Hernández Cava.
León Doderlín (Casset, 1991) guiones propios y de Elisa Gálvez.
Las Memorias de Amorós: La Luz de un siglo muerto (Ikusager, 1993) guion de Felipe Hernández Cava.
Las memorias de Amorós: Las alas calmas (Ikusager, 1993) guion de Felipe Hernández Cava.
Las memoras de Amorós: Ars profética (Ikusager, 1993) guion de Felipe Hernández Cava.
El artefacto perverso (Planeta, 1996) guion de Felipe Hernández Cava. Esta obra recibió el premio a la mejor obra española del año en el Saló del Comic de Barcelona de 1997.
Relations (Amok, 1999) publicado en Francia. Comienza a firmar como Silvestre.
Relaciones (Sins Entido, 1999).
Simple (De ponent, 1999).
Caín (Nausicaa, 2007) recopilación de viñetas publicadas en el diario La razón, con textos de Felipe Hernández Cava.
El hombre de arena (Edicions del Ponent, 2010) con guion de Mai Prol. Adaptación del cuento homónimo de E.T.A. Hoffmann.
Españoles, ya tenéis patria (Uned, 2012) ilustraciones para el libro de Ángeles Lario.
De otra vida (Luces de gálibo, 2017) con poemas de Isabel Bono.
Tiempo que dura esta claridad (Reino de Cordelia, 2018). Selección de historietas publicadas en los 80 con guiones de Elisa Gálvez.
Impertérrito (Reino de Cordelia, 2019).

## Valoración crítica
Entre sus virtudes, se ha destacado su renovación de la lectura convencional de páginas (apertura del espacio escénico, alteración del orden, descomposición de los tiempos supuestos) y tiras (posicionamiento independiente de la cartela).